# Rottofreno
Rottofreno est une commune de la province de Plaisance, dans l'Émilie-Romagne, en Italie.

## Géographie
Rottofreno se trouve dans la plaine du Pô avec le Pô au nord, la Trebbia à l'est et le Tidone à l'ouest.

## Culture
Rottofreno se dit Altufrèi, Ltufrèi, Artufrèi, Rtufrèi dans le dialecte de Plaisance[réf. nécessaire].

## Administration
| Période                                  | Période  | Identité        | Étiquette | Qualité |
| ---------------------------------------- | -------- | --------------- | --------- | ------- |
| 30 mai 2006                              | En cours | Giulio Maserati |           |         |
| Les données manquantes sont à compléter. |          |                 |           |         |

### Hameaux
San Nicolò a Trebbia, Centora, Santimento.

### Communes limitrophes
Borgonovo Val Tidone, Calendasco, Chignolo Po, Gragnano Trebbiense, Monticelli Pavese, Sarmato.

### Évolution démographique
Habitants recensés